# Долж (жудец)

Здание префектуры арх. П. Антонеску

Жуде́ц Долж (рум. Judeţul Dolj) — румынский жудец в регионе Валахия.

## География
Жудец занимает территорию в 7414 км².
Граничит с жудецами Олт — на востоке, Мехединци — на западе, Горж и Вылча — на севере и с Видинской, Монтанской и Врацкой областями Болгарии — на юге.

## Население
В 2007 году население жудеца составляло 712 187 человек (в том числе мужское население — 345 993 и женское — 366 194 человек), плотность населения — 96,05 чел./км². Согласно данным переписи 2016 года, население жудеца составляло 700 117 человек.
| Год  | Население |
| ---- | --------- |
| 1930 | 533 872   |
| 1948 | 615 301   |
| 1956 | 642 028   |
| 1966 | 691 116   |
| 1977 | 750 328   |
| 1992 | 762 142   |
| 2002 | 734 231   |
| 2011 | 618 335   |
| 2016 | 700 117   |

## Административное деление
В жудеце находятся 3 муниципия, 4 города и 104 коммуны.

### Муниципии
- Крайова (Craiova)
- Бэйлешти (Băileşti)
- Калафат (Calafat)

### Города
- Бекет (Bechet)
- Дэбулени (Dăbuleni)
- Филиаши (Filiaşi)
- Сегарча (Segarcea)

## Известные уроженцы
- Думитру, Ион (род. 1921) — румынский офицер, мастер танкового боя, участник Второй мировой войны. Родился в Робанешти (рум. Robăneşti).